# Clermont Pépin
Jean Joseph Clermont Pépin, OC, OQ (* 15. Mai 1926 in Saint-Georges-de-Beauce/Québec; † 2. September 2006 in Montreal) war ein kanadischer Komponist, Pianist und Musikpädagoge.

## Biografie
Pépin studierte von 1939 bis 1941 in Montreal bei Arthur Letondal und Claude Champagne und danach bis 1944 am Curtis Institute in Philadelphia bei Jeanne Behrend und Rosario Scalero Klavier und Komposition. Bis 1946 war er am Conservatoire de musique du Québec Schüler von Jean Dansereau, Louis Bailly, Léon Barzin und erneut von Claude Champagne.
Mehrere Preise der Composers, Authors and Publishers Association of Canada (CAPAC) ermöglichten ihm ein Studium am Royal Conservatory of Music bei Lubka Kolessa, Arnold Walter und Nicholas Goldschmidt. 1949 gewann er den Prix d’Europe als Pianist und lebte bis 1955 in Paris, wo er Klavierunterricht bei Yves Nat und Lazare Lévy und Kompositionsunterricht bei Arthur Honegger und André Jolivet nahm. Am Conservatoire de Paris besuchte er Kurse von Olivier Messiaen.
Von 1955 bis 1973 unterrichtete Pépin am Conservatoire de musique, dessen Direktor er seit 1967 war. Zu seinen Schülern zählten Micheline Coulombe Saint-Marcoux, François Dompierre, André Gagnon, Jacques Hétu und André Prévost. Nachdem er bis 1977 für das Kultusministerium von Québec gearbeitet hatte, unterrichtete er bis 1987 erneut am Conservatoire.
1963 gehörte Pépin zu den Gründungsmitgliedern des Centre d’études prospectives du Québec, an dessen Publikationen er mitarbeitete. Von 1966 bis 1970 war er Vizepräsident und von 1980 bis 1982 Präsident der CAPAC. Außerdem war er von 1969 bis 1972 Präsident der Jeunesses musicales du Canada. 1980 gründete er den Verlag Les Éditions Clermont Pépin zur Herausgabe seines Gesamtwerkes.
Bereits 1938 führte Wilfrid Pelletier bei den Concerts symphoniques de Montréal ein Menuett des zwölfjährigen Pépin auf. 1939 präsentierte das Orchestre Symphonique de Québec unter Robert Talbot eine Sinfonie – die Bearbeitung einer Klavierkomposition – von ihm. 1947 sendete die CBC seine erste Sinfonie unter dem Dirigenten Jean-Marie Beaudet. In Paris wandte er sich vom bisher gepflegten nachromantischen Stil ab und unter dem Einfluss Honeggers der seriellen Musik zu. Guernica (nach dem Gemälde von Picasso) und das Ballett Les Portes de l’enfer, das er mit seiner ersten Frau Raymonde Gagnon – in zweiter Ehe war er mit der Violinistin Mildred Goodman verheiratet – 1953 aufführte, sind Beispiele dieser Periode.
In seinen Balletten und Schauspielmusiken aus den 1950er Jahren machten sich erstmals Elemente des Jazz bemerkbar. 1972 schrieb er für die Montreal International Music Competition die Monade III, ein Bravourstück für Violine und Orchester. Zum fünfzigsten Gründungsjubiläum des Montreal Symphony Orchestra wurde 1983 seine Sinfonie Implosion aufgeführt. In seinen späten Jahren komponierte er einige kirchenmusikalische Werke, darunter ein Te Deum (1991) und die Messe sur le monde (1993).
Seit 1985 fand der Concours de Musique Clermont-Pépin zur Förderung junger Musiker statt. Pépin erhielt 1970 den Prix de musique Calixa-Lavallée, wurde 1981 Officer des Order of Canada und 1990 des Ordre national du Québec.

## Werke
- Pièces faciles pour piano, 1938–1953
- Petite étude No. 1, 2, 3 und 4 für Klavier, 1940, 1946, 1947
- Variations für Streichorchester, 1944
- Trois Menuets für Streichquartett, 1944
- Toccate No. 1 für Klavier, 1946
- Ave Maria, 1946
- Concerto No. 1 für Klavier und Orchester, 1946
- Sonate en un mouvement für Klavier, 1947
- Variations symphoniques, 1947
- Thème et variations für Klavier, 1947
- Adagio für Streichorchester, 1947–1956
- String Quartet No. 1, 1948
- Symphony No.1 in B Minor, 1948
- Cycle Éluard für Sopran und Klavier, 1949
- Étude – Atlantique für Klavier, 1949
- Concerto No. 2 für Klavier und Orchester, 1949
- Cantique des cantiques, 1950
- Nocturne für Klavier, 1950
- Suite für Klavier, 1951
- Guernica, sinfonische Dichtung, 1952
- The Nose, Cradle Song, The Gates of Hell für Klavier, 1953
- Les Portes de l’enfer, Ballett, 1953
- Le Rite du soleil noir, sinfonische Dichtung, 1955
- Quatre Monodies, 1955
- Nocturne für Klavier und Streichorchester, 1955–1959
- Athalie, Schauspielmusik, 1956
- Le Malade imaginaire, Schauspielmusik, 1956
- L’Oiseau-phénix, Ballett, 1956
- Ronde villageoise de L’Oiseau-phénix, 1956
- Trois Pièces pour „La Légende dorée“ für Cembalo oder Klavier, 1956
- String Quartet No. 2 ‚Variations‘, 1956
- Fantaisie für Streichorchester, 1957
- Symphony No. 2, 1957
- Fantaisie nach französischen Volksliedern, 1957
- Suite für Violine, Cello und Klavier, 1958
- Pièces pour piano, 1958–1995
- String Quartet No. 3, 1959
- Hymne au vent du nord, Kantate für Tenor und kleines Orchester, 1960
- String Quartet No. 4 ‚Hyberboles‘, 1960
- Toccata No. 3 für Klavier, 1961
- Monologue für Orchester, 1961
- Ronde villageoise de L’Oiseau-phénix für zwei Klaviere, 1961
- Nombres für zwei Klaviere und Orchester, 1962
- Three Miniatures for Strings, 1963
- Monade I für Streichorchester, 1964
- Quasars, Symphony No. 3, 1967
- Pièce de circonstance für Kinderchor und Schulinstrumentenensemble, 1967
- Monade III für Violine und Orchester, 1972
- Séquences für Flöte, Oboe und Streichtrio, 1972
- Chroma für Orchester, 1973
- Prismes et cristaux für Streichorchester, 1974
- Monade IV – Réseaux für Violine und Klavier, 1974
- La Messe sur le monde, Symphonie No. 4 für Bass, Chor und Orchester, 1974
- Monade VI – Réseaux für Violine, 1974–1976
- String Quartet No. 5, 1976
- Interactions für Schlagzeug und zwei Klaviere, 1977
- Nuclées für Schlagzeug, 1977
- Trio No. 2 für Vilinie, Cello und Klavier, 1982
- Implosion, Symphony No. 5, 1983
- Monade VII für Violine und Viola, 1986
- Paysage für Sopran, Klarinette, Cello und Klavier, 1987
- Trois incantations für Stimme und Klavier, 1987
- Concerto, 1988
- Te Deum für Chor und Instrumentalensemble, 1991